# Chantesse
Chantesse ist eine französische Gemeinde mit 393 Einwohnern (Stand: 1. Januar 2022) im Département Isère in der Region Auvergne-Rhône-Alpes (vor 2016 Rhône-Alpes). Sie gehört zum Arrondissement Grenoble und zum Kanton Le Sud Grésivaudan. Die Einwohner werden Chantessois genannt.

## Geographie
Die Gemeinde Chantesse liegt im Hügelland nordwestlich des Isère-Tales am Fluss Lèze, etwa 22 Kilometer westnordwestlich von Grenoble. Umgeben wird Chantesse von den Nachbargemeinden Cras im Norden, Poliénas im Osten, L’Albenc im Süden, Notre-Dame-de-l’Osier im Westen sowie Vatilieu im Nordwesten.

## Bevölkerung
| Jahr                       | 1962 | 1968 | 1975 | 1982 | 1990 | 1999 | 2006 | 2014 | 2021 |
| -------------------------- | ---- | ---- | ---- | ---- | ---- | ---- | ---- | ---- | ---- |
| Einwohner                  | 155  | 140  | 150  | 213  | 262  | 269  | 288  | 317  | 386  |
| Quellen: Cassini und INSEE |      |      |      |      |      |      |      |      |      |

## Sehenswürdigkeiten
- romanische Kirche Saint-Pierre
- Schloss Cumane
- Schloss Linage

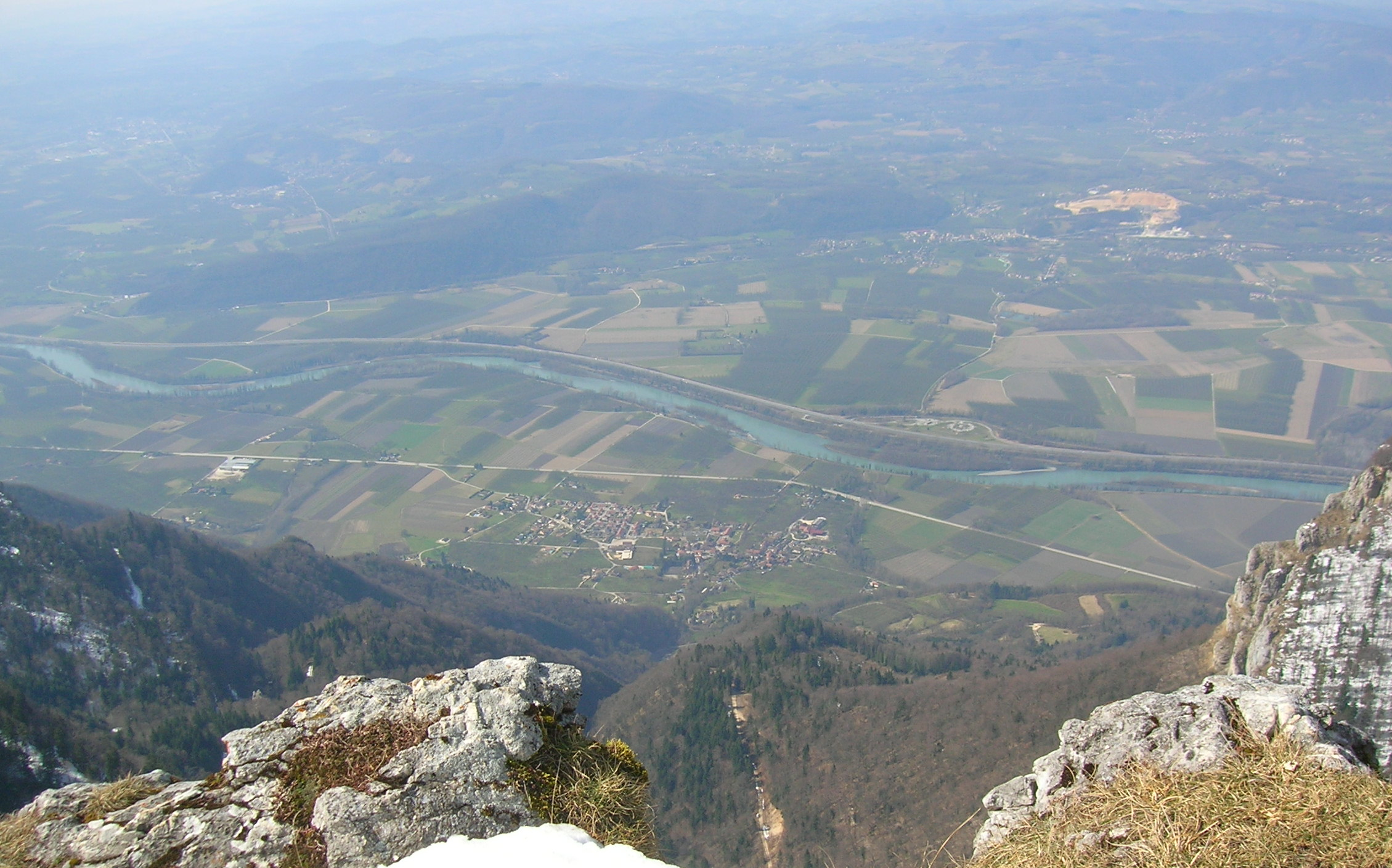
Blick von einem Vercors-Gipfel in das Isèretal (Chantesse oben in der Mitte)
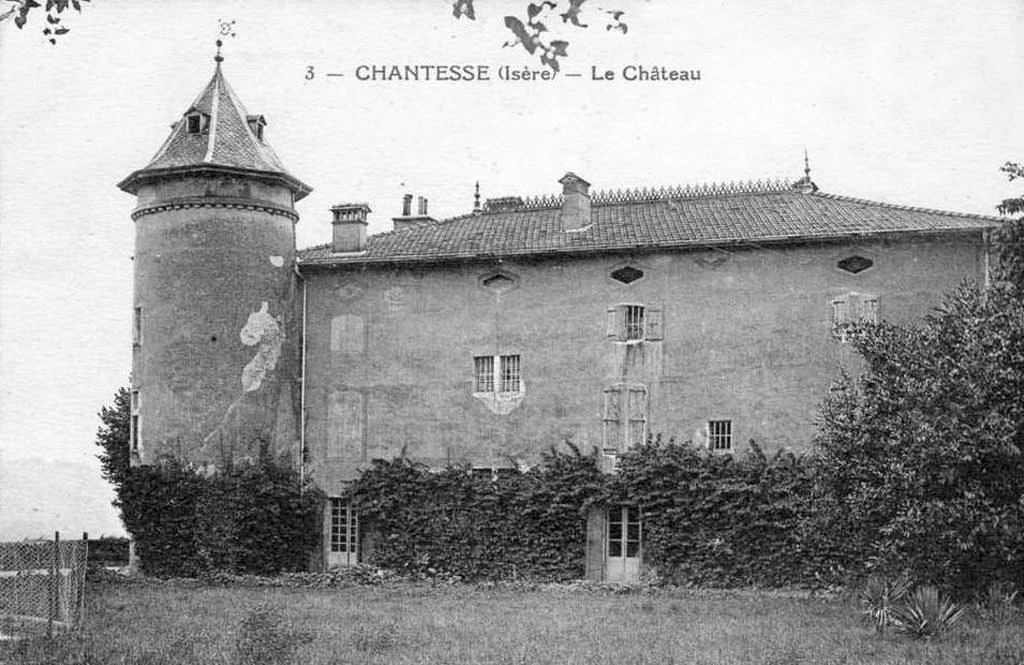
Schloss Linage zu Beginn des 20. Jahrhunderts